# Rhynchosporium
Rhynchosporium is een geslacht van schimmels uit de familie Ploettnerulaceae. De typesoort is Rhynchosporium graminicola.

## Soorten
Volgens Index Fungorum telt het geslacht vier soorten (peildatum maart 2023):
| Soortnaam                                  | Auteur(s)                           | Publicatiejaar |
| ------------------------------------------ | ----------------------------------- | -------------- |
| Rhynchosporium agropyri                    | Zaffarano, B.A. McDonald & A. Linde | 2011           |
| Rhynchosporium graminicola                 | Heinsen                             | 1897           |
| Rhynchosporium scopulariopsoides           | Matsush.                            | 1995           |
| Rhynchosporium secalis (Bladvlekkenziekte) | (Oudem.) Davis                      | 1919           |